# Ораше (село)
Вижте пояснителната страница за други значения на Ораше.
Ораше (на македонска литературна норма: Орашје; на албански: Orashja, Орашя) е село в Северна Македония, в община Йегуновце.

## География
Селото е разположено в областта Долни Полог в югоизточните поли на Шар планина на левия бряг на Вратничката река.

## История
На 3 km югоизточно над Ораше е къстоантичната и средновековна крепост Градище (Собри).
В османски данъчни регистри на немюсюлманското население от вилаета Калканделен от 1626-1627 година Ораше е отбелязано като село с 5 джизие ханета (домакинства).
В края на XIX век Ораше е албанско село в Тетовска каза на Османската империя. Андрей Стоянов, учителствал в Тетово от 1886 до 1894 година, пише за селото:
| „ | С. Ораше — около 3/2 часъ далечъ отъ горнето; има 35 арнаутски кѫщи и 1 джамия. Поминъка на селенитѣ е земледѣлието. Тукъ има твърдѣ много орѣхи, отъ което, може би, е получило името си селото. Половинъ часъ подъ Ораше, върху една висока каменна могила, се намиратъ развалини, наричани тука „Собриското кале“. Едно предание казва, че това кале било построено отъ нѣкой си Стрѣзо, но се е наричало Собриско отъ името на старъ нѣкой си градъ „Собрия“, който билъ на това мѣсто. Наистина въ околностьта на могила има много знакове отъ развалини на здания. И тукъ се намиратъ изъ нивитѣ стари римски пари. | “ |

Според статистиката на Васил Кънчов („Македония. Етнография и статистика“) в 1900 година Ораше има 195 жители арнаути мохамедани.
Според Афанасий Селишчев в 1929 година Ораше е село в Рогачевска община и има 56 къщи с 371 жители албанци.
Според преброяването от 2002 година Ораше има 1084 жители.
| Националност | Всичко |
| албанци      | 1078   |
| турци        | 0      |
| роми         | 0      |
| власи        | 0      |
| сърби        | 0      |
| бошняци      | 1      |
| други        | 5      |